# Oreuryalea
Oreuryalea is een monotypisch geslacht van kevers uit de familie van de kortschildkevers (Staphylinidae).

## Soort
- Oreuryalea watanabei Assing & Maruyama, 2002